# Mariä Heimsuchung (Frauenneuharting)

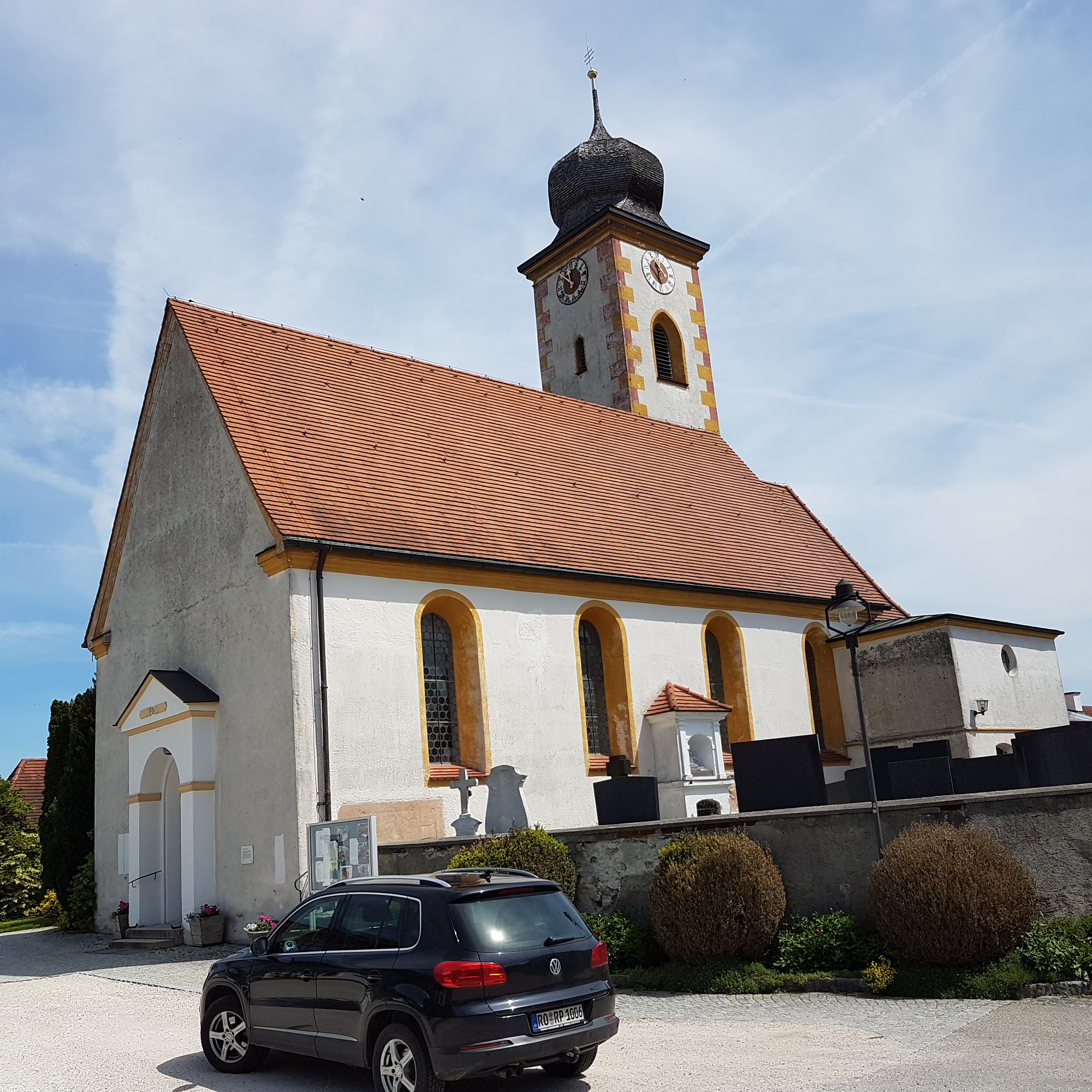
Mariä Heimsuchung in Frauenneuharting

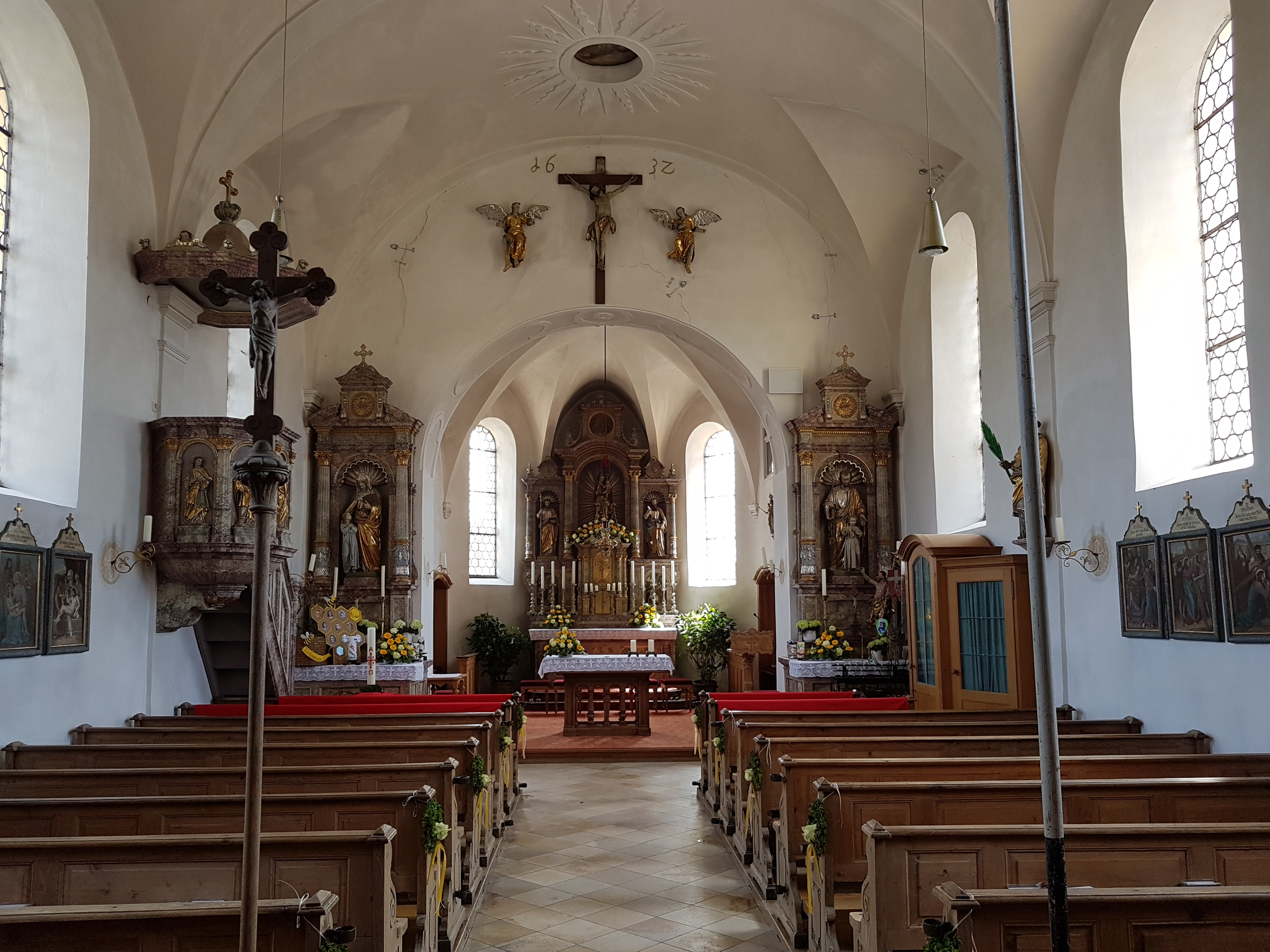
Innenraum

Die römisch-katholische Pfarrkirche Mariä Heimsuchung steht in Frauenneuharting, einer Gemeinde im oberbayerischen Landkreis Ebersberg. Das Bauwerk ist in der Liste der Baudenkmäler in Frauenneuharting als Baudenkmal unter der Nr. D-1-75-119-1 eingetragen. Die Kirche gehört zum Pfarrverband Aßling im Dekanat Ebersberg des Erzbistums München und Freising.

## Beschreibung
Die spätgotische Saalkirche wurde 1632 barock ausgebaut. 1891 erfolgte eine Erweiterung des Kirchenschiffs. Die Kirche besteht aus dem Langhaus, dem eingezogenen, dreiseitig geschlossenen Chor im Osten, der Sakristei mit dem darüber liegenden Oratorium an der Südwand und dem Chorflankenturm an der Nordwand des Chors sowie dem Vorzeichen für das Portal vor der Westfassade. Das oberste Geschoss des mit einer Zwiebelhaube bedeckten Turms enthält die Turmuhr und den Glockenstuhl. 
Zur Kirchenausstattung gehören drei von Joseph Elsner junior geschaffene Altäre.